# Лозоватка (Великосевериновская сельская община)
Лозоватка (укр. Лозуватка) — село в Великосевериновской сельской общине Кропивницкого района Кировоградской области Украины.
Население по переписи 2001 года составляло 237 человек. Почтовый индекс — 27613. Телефонный код — 522. Код КОАТУУ — 3522581205.